# Idomacromia jillianae
Idomacromia jillianae – gatunek ważki z rodziny Synthemistidae. Znany tylko z miejsca typowego w Nieprzeniknionym Lesie Bwindi w południowo-zachodniej Ugandzie.